# Mostefa Ben Boulaïd (film)
Pour le militant nationaliste algérien, voir Mostefa Ben Boulaïd.
Pour plus de détails, voir Fiche technique et Distribution.
Mostefa Ben Boulaïd (مصطفى بن بولعيد) est un film algérien réalisé par Ahmed Rachedi, sorti en 2008. Ce long-métrage raconte l'histoire de Mostefa Ben Boulaïd, héros de l'indépendance algérienne.

## Synopsis
Ce film retrace le parcours de Mustapha Ben Boulaïd, un des chefs nationalistes algériens durant la Guerre d'Algérie, notamment dans la région des Aurès. Ben Boulaid était considéré comme l'un  des chefs qui ont déclenché très tôt la lutte armée pour l'indépendance de l'Algérie dans la région des Aurès, à l'est de l'Algérie en novembre 1954.

## Fiche technique
- Titre français : Mostefa Ben Boulaïd
- Titre original : مصطفى بن بولعيد
- Réalisation : Ahmed Rachedi
- Scénario : Sadek Bakhouche
- Photographie : Eric Biguelietto, Tarek Ben Abdellah, Youssef Ben Youssef et Ahmed Bennis
- Décors : Ahmed Kebbi, Kessouma Djouda, Mustapha Tikroudja et Djamal Zourane
- Costumes : Tassaadith Maatki et Isabelle Blanc
- Musique : Salah Samai, Safy Boutella et Salim Dada
- Production : Sadek Bekhouch
- Sociétés de production : Missane Belkiss Films
- Sociétés de distribution : Télévision Algérienne
- Budget : 25 millions de dollars
- Pays d'origine : Algérie
- Langues originales : arabe et quelque mots en français
- Format : Couleurs - 2,35:1 - 35 mm
- Genre : Guerre et Biographie
- Durée : 170 minutes
- Dates de sortie : 
  -  Algérie : 2008

## Distribution
- Hassan Kechache : Mustapha Ben Boulaïd
- Slimane Benaïssa : Messali Hadj
- Chaouki Bouzid : Mohamed Boudiaf
- Samy Allam : Krim Belkacem
- Khaled Benaissa : Larbi Ben M'hidi
- Abdelhakim Djemai : Mourad Didouche
- Mourad Oudjit : Rabah Bitat
- Ahmed Ben Yahia : Mohamed Lamine Debaghine
- Nadia Laarini : La femme de Mustapha Ben Boulaïd
- Mebrouk Ferroudji : Mohamed Tahar Abidi
- Wahid Nader : Bachir Chihani
- Ali Djebbara : Omar Ben Boulaïd
- Rachid Fares : Mohamed El Aïfa
- Ahmed Ben Aïssa : Si Lakhdar
- Hamid Remmas : Le prisonnier Aouam
- Djamal Dekkar : Le prisonnier Nassib
- Mourad Khen : Le prisonnier Athmane
- Yahia Mzahem : Tahar Zbiri
- Djamel Allam : El Immam
- Ahmed Rezzak : Adjel Adjoul